# 布里永
布里永（法語：Brillon）是法国北部-加来海峡大区诺尔省的一个市镇，属于瓦朗谢讷区圣阿芒莱索左岸县。该市镇2009年时的人口为738人。

## 人口
布里永人口变化图示
| 数据来源：INSEE |